# Gundabooka-Nationalpark
Der Gundabooka-Nationalpark ist ein Nationalpark im Nordwesten des australischen Bundesstaates New South Wales. Er liegt 70 Kilometer südlich von Bourke. Der Mount Gunderbooka liegt im Park. Unweit nordöstlich liegt ein weiterer Nationalpark, der Toorale-Nationalpark.

## Geschichte
Ursprünglich war dieses Gebiet von Aboriginesstämmen der Ngemba und Paakandji bewohnt, die vermutlich auch die Petroglyphen geschaffen haben und Zeremonien an bestimmten Stellen im Park abhielten. Die Überreste kann man heute noch besichtigen.
Besonders zu Trockenzeiten suchten die Aborigines das Gebiet der Gunderbooka Range auf, wo es in Verbindung mit dem nahegelegenen Yanda Creek, einem Nebenfluss des Darling River, im Norden des Parks, noch am ehesten Wasser gab.
Im 19. Jahrhundert wurde das Tal des Darling River von Charles Sturt erkundet, der 1829 auch die Gunderbooka Range entdeckte. 1857 wurde am Darling River unterhalb des Gebirges eine Schafzuchtstation errichtet. In die Gunderbooka Range kamen immer nur wenige Schäfer. Erst nach dem Ersten Weltkrieg wurde das Land im Gebirge an auf dem Krieg zurückkehrende Soldaten verteilt, die dort ihre eigenen kleinen Schafzuchtstationen errichteten. Drei dieser Stationen, Ben Lomond, Belah und Mulgowan, sind heute im Nationalpark integriert.
1996 wurde das Gebiet der Gunderbooka Range zum Nationalpark erklärt.

## Flora
Im Park findet sich offenes, grasiges Waldland, das vornehmlich aus Eukalypten (Eucalyptus populnea spp. bimble, Eucalyptus intertexta, Corymbia terminalis und Eucalyptus morrisii), Akazien (Acacia excelsa) und Callitris collumelaris besteht. Auch zwei seltene Buscharten (Pheballium glandulosum und Prostanthera stricta) finden sich hier.

## Fauna
Im Park sind zwei bedrohte Fledermausarten (Chalinolobus picatus, Saccolaimus flaviventris) und die Springbeutelmaus (Antechinomys laniger) heimisch. Auch verschiedene Känguruarten sind zu finden (Macropus rufus, Macropus giganteus, Macropus fuliginosus, Macropus robustus erubescens).
Im Park können auch drei bedrohte Vogelarten, der Inkakakadu und zwei Honigfresserarten gesehen werden.